# Ataenius talpoides
Ataenius talpoides är en skalbaggsart som beskrevs av Zdzisława Stebnicka 2001. Ataenius talpoides ingår i släktet Ataenius och familjen Aphodiidae. Inga underarter finns listade.